# Edward Dembowski

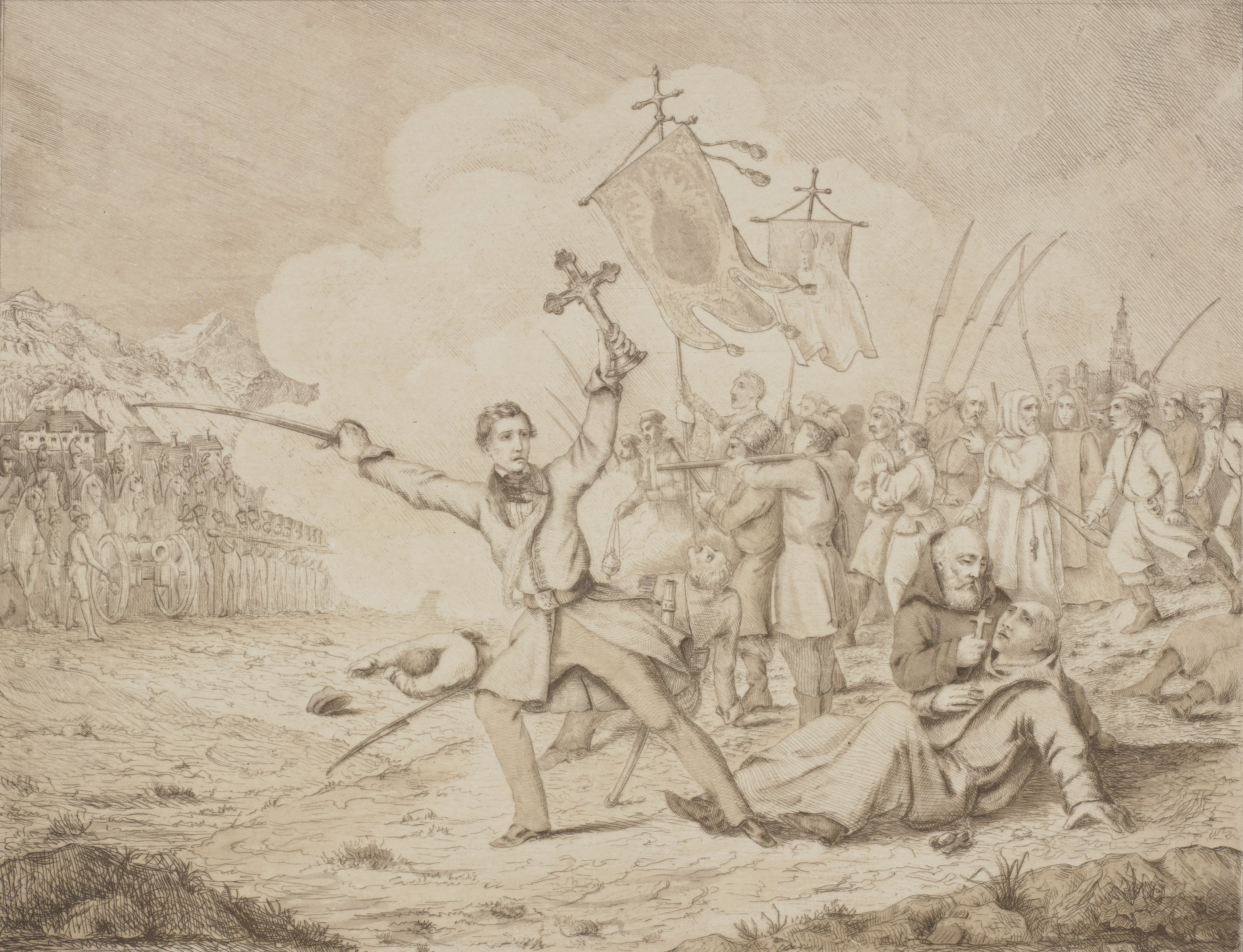
Edward Dembowski na czele procesji z 27 lutego 1846 na akwaforcie Józefa Bohdana Dziekońskiego

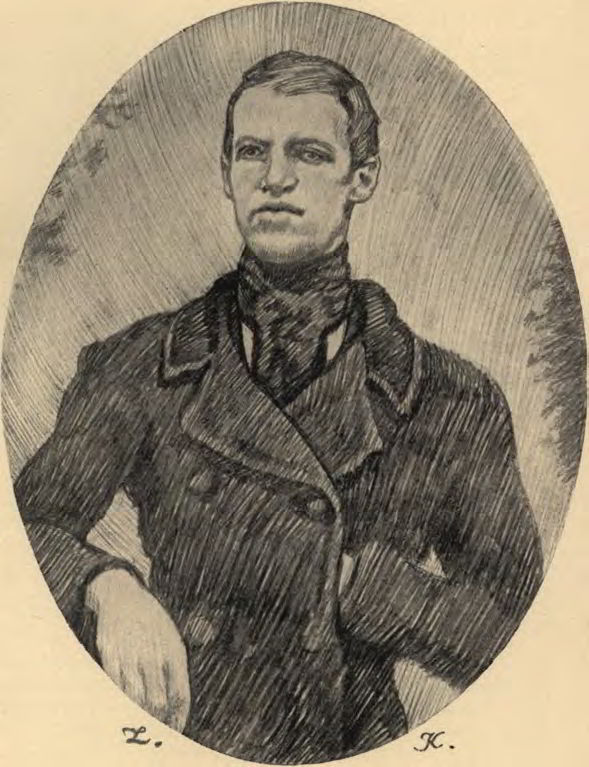
Edward Dembowski, podobizna wykonana z dagerotypu

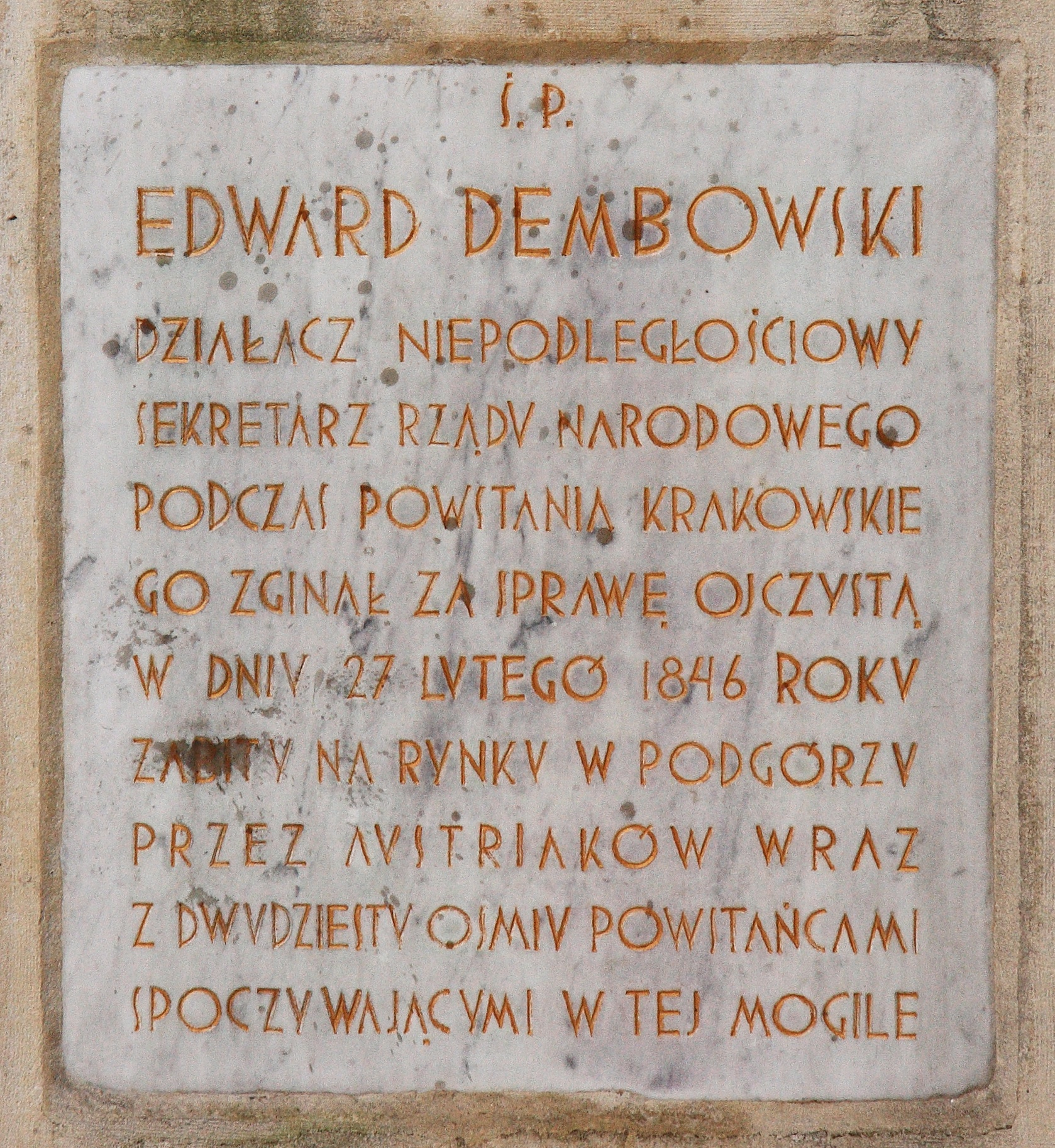
Płyta nagrobna grobu Edwarda Dembowskiego

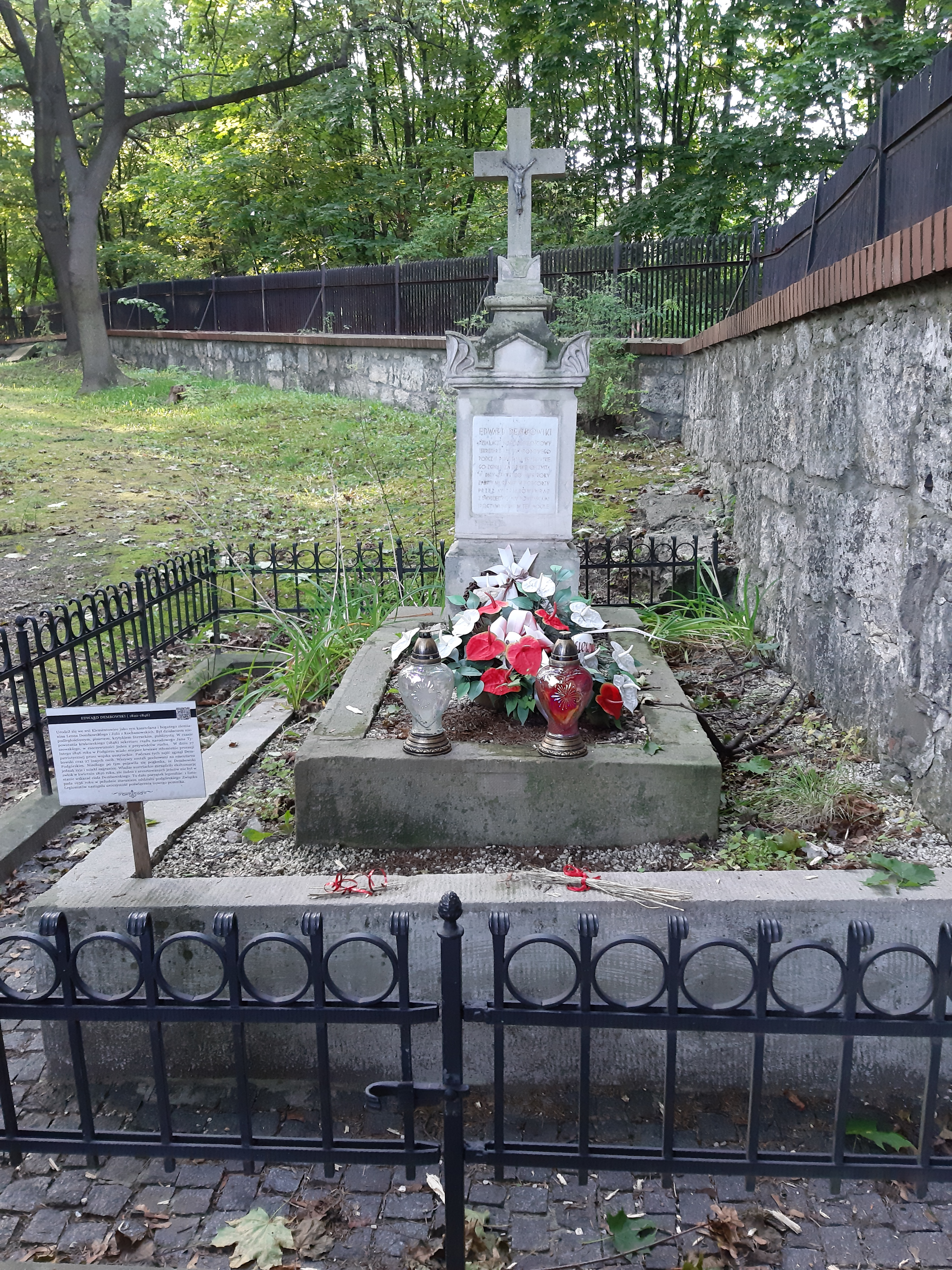
Grób Edwarda Dembowskiego na starym cmentarzu Podgórskim w Krakowie

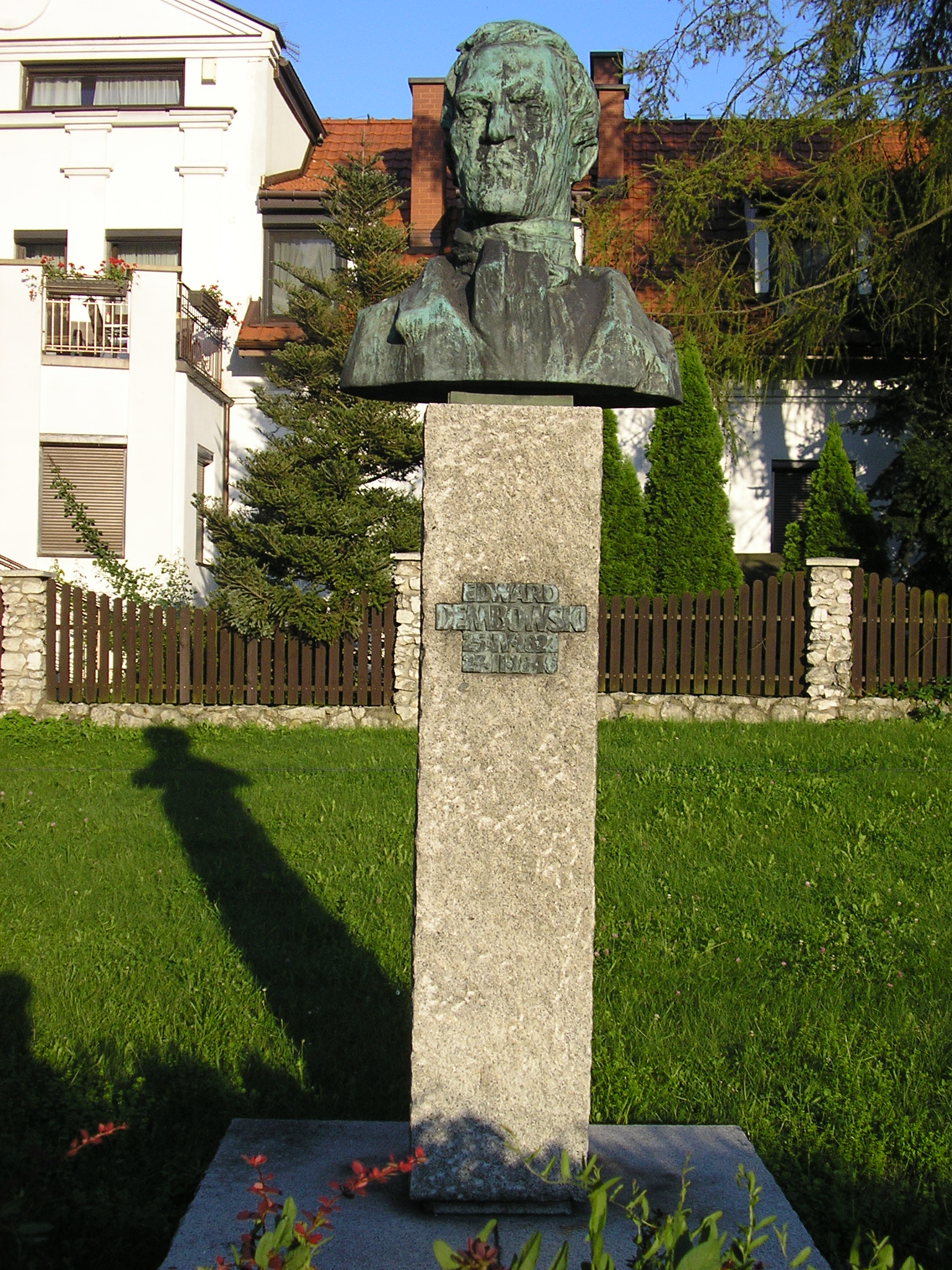
Popiersie Edwarda Dembowskiego w Krakowie

Edward Dembowski herbu Jelita (ur. 31 maja 1822 w Warszawie, zm. 27 lutego 1846 w Podgórzu) – polski działacz lewicy niepodległościowej (Związek Narodu Polskiego), filozof, krytyk literacki, publicysta, pisarz i organizator powstania krakowskiego w 1846.

## Życiorys
Edward Dembowski był synem Julii z Kochanowskich i konserwatywnego kasztelana – wojewody Królestwa Polskiego Leona Dembowskiego. Z racji szlacheckiego pochodzenia, kontrastującego z radykalnymi poglądami społecznymi, nazywano go „czerwonym kasztelanicem”. W czasie studiów znajdował się pod wpływem Hegla i utopijnych socjalistów francuskich.
W 1841 zadebiutował w warszawskim „Czasie” rozprawą Filozoficzność i Pani Ziemięcka. W latach 1842–1843 wydawał w Warszawie „Przegląd Naukowy”, pismo młodej, niepodległościowej inteligencji, jedno z ważniejszych czasopism tamtego czasu. Kilka znaczących rozpraw opublikował w poznańskim „Roku” (O dramacie w dzisiejszym piśmiennictwie polskim, Kilka słów o pojęciu poezji, Kilka myśli o eklektyzmie). Finansował też almanach młodych pisarzy Jaskułka.
Edward Dembowski był organizatorem nieudanego powstania krakowskiego, które wybuchło w lutym 1846 roku w Krakowie i okolicach. Formalnie pełnił funkcję sekretarza dyktatora Jana Tyssowskiego, w praktyce stał się faktycznym przywódcą ruchu. Zginął 27 lutego 1846 roku, gdy wojska austriackie ostrzelały procesję patriotyczną w Podgórzu, której przewodził. Pochowany został na starym cmentarzu Podgórskim w Krakowie. Jego grób, jako jeden z niewielu na tym cmentarzu, wciąż otoczony jest stałą opieką. Po śmierci Dembowskiego przez pewien czas krążyły pogłoski, jakoby nie zginął i widywano go rzekomo w różnych częściach kraju oraz za granicą.
Żoną Dembowskiego była Aniela z Chłędowskich (1824–1902), córka znanego bibliografa i wydawcy – Adama Tomasza Chłędowskiego. Z tego małżeństwa, zawartego jesienią 1841 roku, na świat przyszło troje dzieci: Julia (żona adwokata Aleksandra Karpińskiego), Edward i Czesław.

## Poglądy
Na kształtowanie się światopoglądu Dembowskiego wywarły wpływ idee Joachima Lelewela. Dembowski w swojej krytyce używał do analizy i oceny zjawisk artystycznych kryteriów ideowo-politycznych, jak postęp, wsteczność. Kryteria estetyczne łączyły się dla niego z określonymi postawami ideologicznymi. W sferze ideologicznej przeciwstawiał się konserwatywnym poglądom Michała Grabowskiego i Henryka Rzewuskiego. Był też przeciwnikiem umiarkowanych, liberalnych postaw, reprezentowanych np. przez „Bibliotekę Warszawską”. Krytycznie podchodził do eklektyzmu, częstego w kulturze umysłowej lat 40. XIX w., estetyzmu, uznawanego za wsteczny (Listy Józefa Kremera), zainteresowania przeszłością i jej gloryfikacji (twórczość Kraszewskiego), poematów lirycznych, będących jedynie ekspresją jednostkowych uczuć. Przeciwstawiał się więc zarówno postawom konserwatywnym, jak i mistycznym prądom romantyzmu. W ich miejsce proponował praktyczną i aktywną działalność, zgodną z dążeniami ludu.
Edward Dembowski cenił poezję zaangażowaną, buntowniczą, wzywającą do czynu i bliską ludowi. Takich motywów dopatrywał się w twórczości Romana Zmorskiego, Włodzimierza Wolskiego i Narcyzy Żmichowskiej. Ważną rolę przyznawał dramatowi, który, jego zdaniem, dobrze nadawał się do wyrażania idei postępowych poprzez uwidacznianie ścierania się racji światopoglądowych. Optował za dramatem idei czy też politycznym. Z tego powodu cenił Nie-boską komedię Zygmunta Krasińskiego, której poświęcił analizę.

## Upamiętnienia

### Literatura
- Władysław Anczyc w 1848 roku opublikował wiersz o Edwardzie Dembowskim pt. Emisariusz[7].
- Wisława Szymborska opublikowała wiersz pt. List Edwarda Dembowskiego do ojca[8][9], wydany później w tomiku poezji Pytania zadawane sobie.

### Filmy
- Film fabularny Stanisława Różewicza pt. Pasja – o działalności publicznej Dembowskiego podczas powstania krakowskiego.

### Szkoły
- XLVIII Liceum Ogólnokształcące im. Edwarda Dembowskiego w Warszawie
- I Liceum Ogólnokształcące Dwujęzyczne im. E. Dembowskiego w Gliwicach[10]
- Szkoła podstawowa nr 109 im. Edwarda Dembowskiego we Wrocławiu[11][12]
- Szkoła Podstawowa nr 66 im. Edwarda Dembowskiego w Krakowie[13]
- Szkoła podstawowa im. Edwarda Dembowskiego w Kierlikówce[14]
- I Liceum Ogólnokształcące im. Edwarda Dembowskiego w Zielonej Górze[15]
- Powiatowe Centrum Kształcenia Zawodowego i Ustawicznego im. Edwarda Dembowskiego w Wieliczce[16]

### Ulice
Ulice Edwarda Dembowskiego znajdują się w Lublinie, Pile, Sanoku, Szczecinie, Wieliczce, Warszawie (Ursynów) i Wrocławiu.
Ponadto w Krakowie-Podgórzu znajduje się Aleja Dembowskiego, a w Poznaniu Rondo im. Edwarda Dembowskiego.

### Pomniki i tablice pamiątkowe
- Pomnik Edwarda Dembowskiego na Placu Lasoty w Krakowie
- Pomnik na starym cmentarzu Podgórskim w Krakowie (pomnik nagrobny stoi obok mogiły 20 powstańców poległych wraz z Dembowskim 27 lutego 1846 r. w Podgórzu)[17].

### Inne
- Statek Polskich Linii Oceanicznych Edward Dembowski